# Philippe Pinel
Philippe Pinel (Saint André, 20 de abril de 1745 — Paris, 25 de outubro de 1826) foi um médico e zoologista que se destacou no campo da psiquiatria. Depois de receber um diploma da Faculdade de Medicina de Toulouse que complementou com estudos na Faculdade de Medicina de Montpellier. Fixou-se em Paris a partir de 1778, dedicando-se ao tratamento das doenças mentais no Hospital da Salpêtrière. A humanização dos tratamentos e as novas abordagens às doenças mentais que introduziu levam a que seja considerado o fundador da moderna psiquiatria.

## Biografia
Notabilizou-se por ter considerado que os seres humanos que sofriam de perturbações mentais eram doentes e que ao contrário do que acontecia na época, deviam ser chamados de doentes e não tratados de forma violenta. Foi o primeiro médico a tentar descrever e classificar algumas perturbações mentais, demência precoce, indecisão crônica e esquizofrenia.
A obra mais importante escrita por Pinel foi "Traité médico-philosophique sur l’aliénation mentale ou la manie".
Pinel considerava emigrar para a América. Em 1784 ele se tornou editor da revista médica The Gazette de santé, um semanário de quatro páginas. Ele também era conhecido entre os cientistas naturais como um colaborador regular do Jornal de physique. Polímata, estudou matemática, traduziu obras médicas para o francês e empreendeu expedições botânicas.
Por volta desta mesma época, começou a desenvolver um grande interesse pelo estudo da doença mental. O incentivo foi uma questão pessoal. Um amigo havia desenvolvido uma "melancolia nervosa" que se "degenerou em mania" e resultou em suicídio. Pinel considerou o evento uma comédia desnecessária, causada por uma péssima gestão da situação, o que parece tê-lo assombrado. Isso o levou a procurar emprego em um dos sanatórios particulares mais conhecidos de Paris, o qual era voltado ao tratamento da demência. Lá permaneceu por cinco anos antes da Revolução, reunindo observações sobre loucura e começando a formular o seu ponto de vista sobre sua natureza e o tratamento adequado.
Pinel era um ideólogo, um discípulo de Abbé de Condillac. Além disso, como médico, acreditava que a verdade médica derivaria essencialmente da experiência clínica. Hipócrates foi o seu modelo.